# Chaerophyllum lineare
Chaerophyllum lineare är en flockblommig växtart som först beskrevs av William Botting Hemsley, och fick sitt nu gällande namn av K.F. Chung. Chaerophyllum lineare ingår i släktet rotkörvlar, och familjen flockblommiga växter. Inga underarter finns listade i Catalogue of Life.